# Handysize

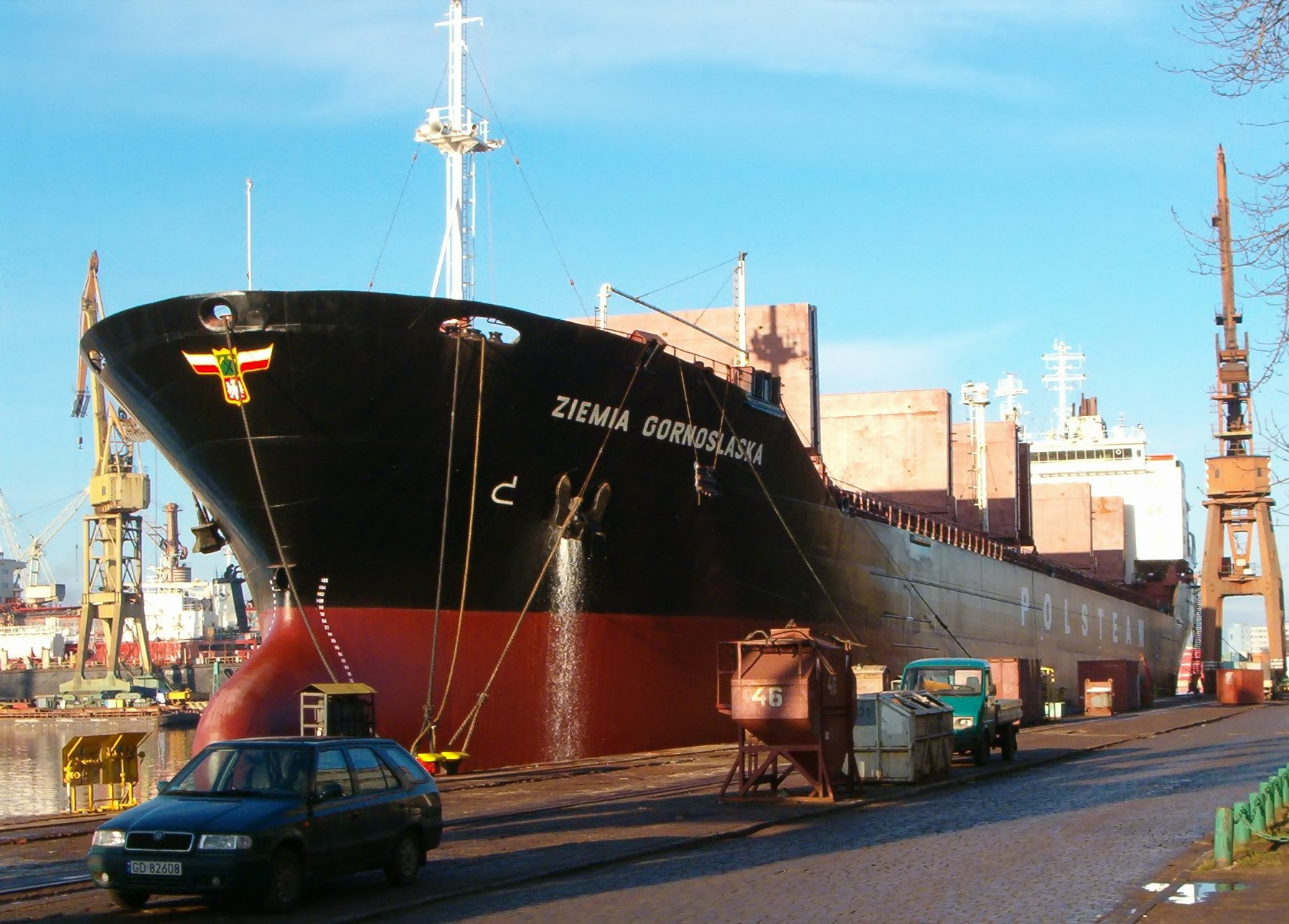
MS Ziemia Górnośląska - typowy polski handysize 26 000 DWT

Handysize – najczęściej masowiec lub tankowiec o nośności od 10 tysięcy DWT do 30 tysięcy DWT. 
Statki te charakteryzują się bardzo dobrymi właściwościami manewrowymi i dzielnością morską, przysparzają też najmniej kłopotów eksploatacyjnych. Zawijają do większości dużych portów świata, mogą być remontowane w większości dużych stoczni. Dzięki wyposażeniu w dźwigi pokładowe mogą obsługiwać również porty pozbawione infrastruktury przeładunkowej. Wszystkie te zalety powodują, że są najbardziej rozpowszechnionym na świecie typem masowców. Najlepiej charakteryzuje te właściwości nazwa angielska sugerująca "poręczną wielkość". W przypadku tankowców zachowane są te same zalety, jednakże ich eksploatacja na długich trasach jest nieekonomiczna.